# جوني هربرت
جوني هربرت (بالإنجليزية: Johnny Herbert)‏ مواليد 25 يونيو 1964 في إسكس، إنجلترا، هو سائق فورملا 1 بريطاني بدأ مسيرته الاحترافية سنة 1990. كان أول سباق له هو جائزة البرازيل الكبرى 1989، حقق أول فوز له في جائزة بريطانيا الكبرى 1995. خاض خلال مسيرته 165 سباقاً فاز في 3 منها.

## سباقات شارك فيها
- لو مان 24 ساعة
- سوبر فورمولا
- بطولة العالم للسيارات الرياضية
- بطولة فورمولا 3 البريطانية

## بطولات حققها
- جائزة بريطانيا الكبرى 1995
- جائزة بريطانيا الكبرى 1999

## روابط خارجية
- جوني هربرت على موقع Racing-Reference.info (الإنجليزية)
- جوني هربرت على موقع DriverDB.com (الإنجليزية)